# West Kensington (London Underground)

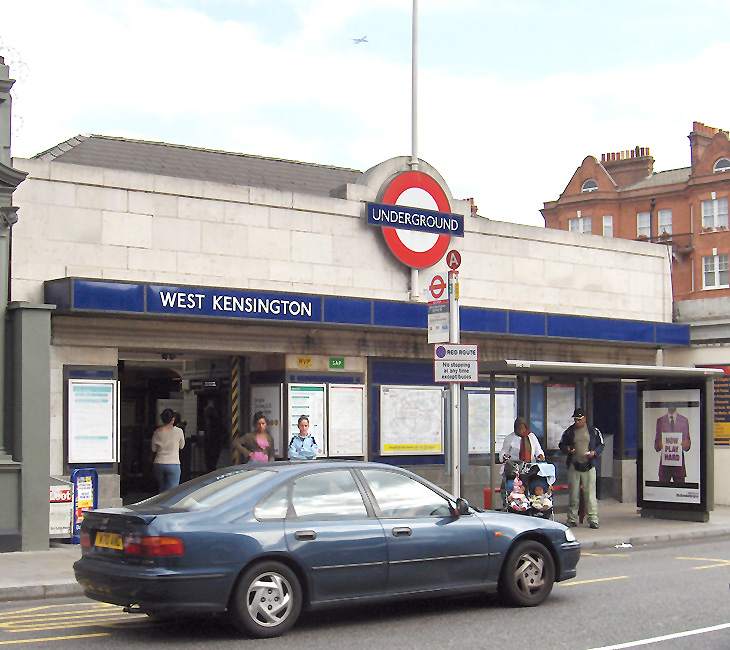
Stationsgebäude

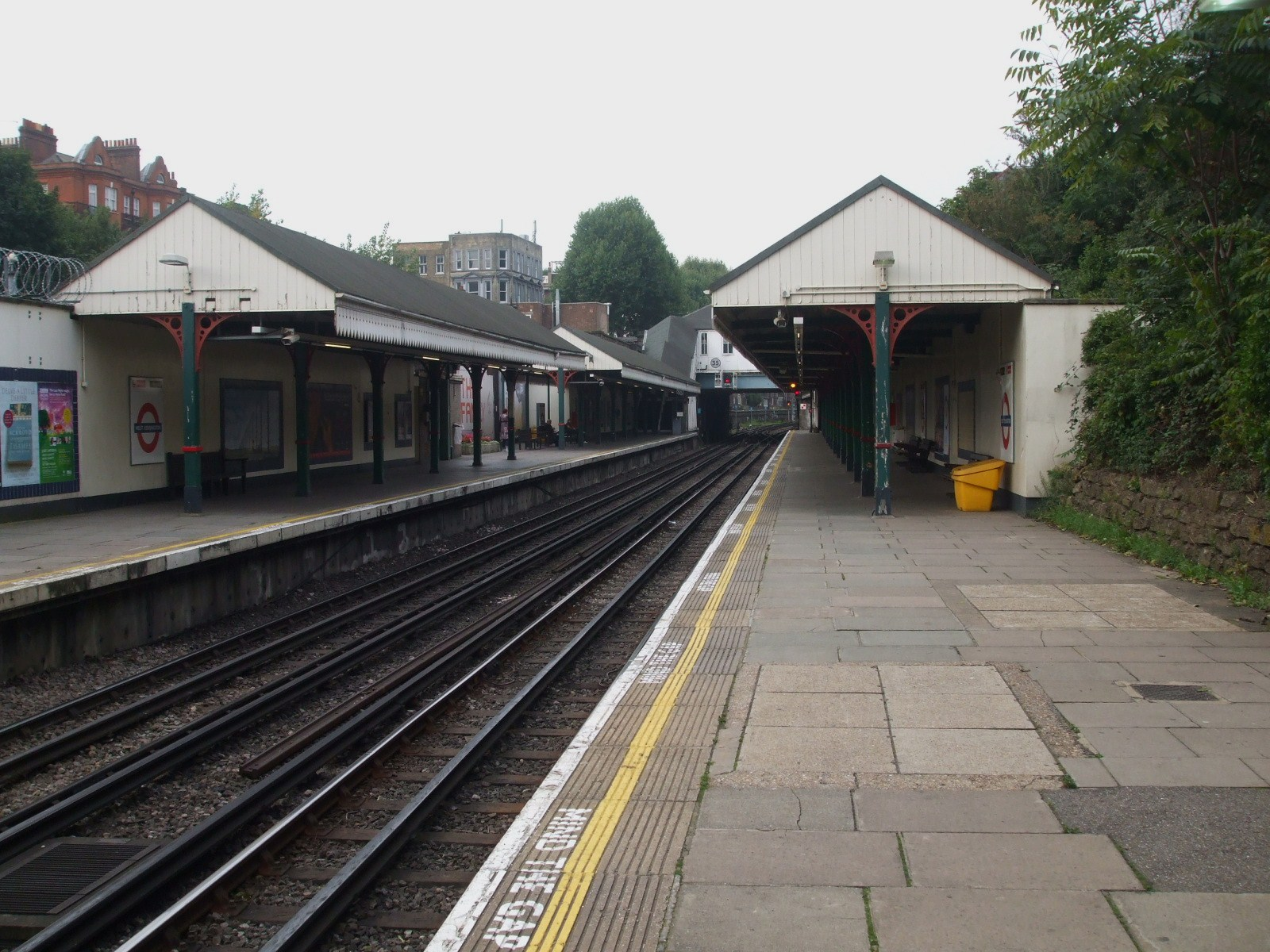
Bahnsteige

West Kensington ist eine oberirdische Station der London Underground im Stadtbezirk London Borough of Hammersmith and Fulham. Sie liegt in der Travelcard-Tarifzone 2 an der Kreuzung von West Cromwell Road und North End Road. Im Jahr 2014 nutzten 5,14 Millionen Fahrgäste diese von der District Line bediente Station. Unterhalb der Station liegen die Gleise der Piccadilly Line, welche vom Tunnelportal östlich von Barons Court bis South Kensington unter der District Line fährt.
Eröffnet wurde die Station am 9. September 1874 durch die Metropolitan District Railway (MDR), eine Vorgängergesellschaft der District Line, als Teil der Verlängerung von Earl’s Court nach Hammersmith. Zu Beginn hieß die Station North End (Fulham), am 1. März 1877 erhielt sie ihren heutigen Namen. Das heutige Stationsgebäude entstand im Jahr 1927 und wurde von Charles Holden entworfen.
Etwas östlich der Station befindet sich ein Abzweig zum Depot Lillie Bridge. Dieses war 1871 von der MDR errichtet worden, um dort Züge abzustellen. Nach der Elektrifizierung der District Line im Jahr 1905 entstand ein neues Depot bei Ealing Common. Das Depot Lillie Bridge diente anschließend von 1906 bis 1932 als Abstellhalle für Züge der Piccadilly Line. Seither werden hier Unterhaltsarbeiten durchgeführt. Zwischen Depot und Station liegt das Ashfield House. Dieses ist nach Lord Ashfield benannt, welcher Vorsitzender der Underground Group und des London Passenger Transport Board gewesen war, beides Vorgänger von Transport for London.